# Sigismondo Boldoni
Sigismondo Boldoni (Bellano, 5 de julio de 1597-Pavia, 3 de julio de 1630) fue un novelista, histórico, italiano, de las cartas de Sigismondo Boldoni, Alessandro Manzoni deriva ideas para el Promessi Sposi y para el Adelchi.

## Vida
En 1629 Boldoni fue testigo de los ataques de los lansquenets en Italia, que sembraron en todas partes la destrucción y el terror que empujaban hacia el Lago de Como entre Lierna y Bellano, que Boldoni documentó en algunas de sus cartas.
Como declaró el mismo Alessandro Manzoni, que reconoce su autoridad como historiador y confirmado por el crítico Carlo Gottifredi, varias partes de los Promessi Sposi se inspiran en sus cartas, incluyendo "Fermo y Lucía, IV, 1".
Murió de peste en Pavía, en 1630, cuando estaba por mudarse a Padua.

## Literatura
Fue un historiador y geógrafo de gran autoridad, pero un escritor que no era muy prolífico, dejando muchas obras inacabadas, también porque murió a una edad temprana.
Sus novelas, escritas en italiano, incluyen nombres como "La caduta dei Longobardi" (1630), "Storia della Cattedrale di Como" con Domenico Ceresola, (Como, Ostinelli, 1821). 

### Larius
- "Larius", 1617, Padova, impreso en el editor Giovanni Battista Martini.

Terminó Larius gracias a las solicitudes de su padre que quería que escribiera su profunda investigación histórica. Al igual que el "Descriptio Larii Lacus" de Paolo Giovio, de Boldoni asumido como modelo, también el "Larius" del joven Sigismondo está escrito en forma de circunnavegación lacustre, solo cambiando el lugar de partida y llegada. La navegación se mueve desde Forte di Fuentes y, siguiendo la orilla este del Lario, toca, para limitarse a indicar las etapas más importantes, Colico, Bellano, Perledo, Varenna, Fiume Latte, Lierna, Olcio, Mandello, Lecco, "él compone una imagen que se adhiere a su realidad histórica a comienzos del siglo XVII, pero dotando a ésta de una fascinante carga alusiva, con una gran capacidad de evocación."
En la transparencia cristalina de una fuente, que casi permite que las piedras se cuenten en el fondo, en las corrientes de aire que atraviesan las cavidades de las montañas, en la opacidad boscosa de un promontorio, se refleja una nueva y fresca mirada capaz de maravillarse ante las maravillas de naturaleza artificial (la "Natura opifex" lo llama Boldoni, haciendo eco de la "Natura artifex" de sus fuentes antiguas, Vitruvio y Plinio), la naturaleza concebida como un organismo vivo. En esta capacidad de probar y despertar, "maravilla" Boldoni está en plena armonía con las necesidades expresivas del Barroco. Y, sin embargo, al describir los asentamientos en las orillas del Lario, se presta especial atención a la actividad de construcción (puertos, iglesias, especialmente villas) que ha remodelado las costas dándoles casi una "segunda naturaleza".
Las últimas páginas del Lario están dedicadas a una antropología concisa del pueblo Lario, una clasificación de los nombres de los lugares, que distingue a los topónimos en griegos, etruscos y latinos, y un breve estudio de las figuras intelectuales larianas más significativas entre 500 y 600.